# حسين مكي العاملي
السيد حسين محمود يوسف مكي العاملي (1908 - 1977)، من أعلام الشيعة الإثني عشرية، عالم مجتهد، كاتب ومؤلف لبناني، عاملي المنشأ قضى جلّ حياته خارج بلاده، كان له نشاط دعوي وتبليغي ملحوظ في العراق وسوريا.

## نسبه
هو حسين بن محمود بن إبراهيم بن يوسف، وينتهي نسبه إلى الإمام زين العابدين ابن الإمام الحسين بن علي بن أبي طالب.

### أولاده
1. السيد علي حسين مكي: وقد قام مقام والده في الشام.
2. الدكتور السيد محمد كاظم مكي: مفتش تربوي، كاتب وباحث ومحقق.
3. المهندس السيد مهدي مكي.
4. المهندس السيد هادي مكي.

## مولده ونشأته
ولد سنة 1326 هـ، الموافق سنة 1908م، نشأ في بلدة حبوش العاملية، التابعة لقضاء النبطية، فأنهى فيها المراحل الابتدائية من الدراسة الأساسية، ثم هاجر إلى النجف سنة 1350هـ الموافق 1931م.

## في النجف
كعادة طلاب العلوم الدينية في النجف، تابع دراسته الحوزوية بكل مراحلها من السطوح إلى السطوح العليا ثم البحث الخارج وأبرز أساتذته:

### في السطوح العالية
- الشيخ خضر الجيلاوي: درس عليه الرسائل.
- السيد محمود المرعشي: درس في الأصول.
- الشيخ حميد ناجي: درس عليه في الفقه والأصول، وأتمّ عليه كتاب المكاسب.

### في بحوث الخارج
- السيد حسين الحمامي
- الشيخ محمد علي الخراساني الكاظمي: صاحب كتاب فوائد الأصول.
- السيد محسن الحكيم: وهو عمدة أساتذته، حيث لازم درسه أمدًا طويلاً من سنة 1358هـ إلى حين إقامته في الشام، وكان يحضر عليه درسًا خاصًا يضم بالإضافة إليه السيد يوسف الحكيم، والشيخ محمد تقي الفقيه العاملي، والسيد محمد علي الحكيم، والشيخ حسين معتوق العاملي.

### من تلامذته
- الشيخ أحمد الوائلي
- الشيخ سليمان اليحفوفي

## ما قيل فيه

### إجازة الاجتهاد
أجازه السيد محسن الحكيم سنة 1373هـ، هو والشيخ محمد تقي الفقيه، فصدرت منه الإجازة لهما، ونصُّ كلتا الإجازتين واحد، ومما جاء فيها:
((... فإنه أيده الله وسدده قد بذل جهده في تحصيل العلوم الدينية،... واستفاد من إفاداتهم ولم يزل مكبًّا على الدرس والتدريس والتأليف والتصنيف، والتتبع والاستقراء، مواظبًا على الطاعات مجدًا في تحصيل الملكات الحميدة حتى حاز على ملكتي العدالة والاجتهاد، وحصلت له ملكة استنباط الأحكام الشرعية من أدلتها التفصيلية،... فهو فاضل محقق، وعالم مدقق، ومجتهد مطلق، يرجع إليه في الأمور الحسبية وفصل الخصومات وحل المشكلات، وقد عرفنا ذلك كله بالمعاشرة في مجلس الدرس والمذاكرة...))

## نشاطه في العراق

### رعاية العامليين في النجف
اهتم برعاية العامليين، فتولى التدريس والتوجيه وتفقّد الطلبة، وقد أسّس لهذه الغاية مجالس للمباحثة حيث تطرح المسائل العملية، وذلك في منزله ومنزل الشيخ محمد تقي الفقيه ومنزل الشيخ حسين معتوق يومي الخميس والجمعة. وقد أنتجت فيما بعد بمساعيهم إلى تأسيس وإنشاء مدرسة للعامليين لأول مرة في النجف، وسميت بالمدرسة اللبنانية ولا تزال قائمة حتى الآن.

### التبليغ في العراق
أوفده السيد محسن الحكيم سنة 1947م إلى بلدة الصويرة، وهي مركز قضاء في محافظة الكوت، للقيام برعاية المؤمنين وإرشادهم وتعليمهم وإقامة صلاة الجمعة، والعناية بأمورهم الاجتماعية، فبقي فيها إلى سنة 1952م حيث انتقل إلى الشام.

## نشاطاته في الشام

### إقامته في الشام
بعد رحيل السيد محسن الأمين سنة 1952م، انتقل السيد حسين مكي إلى الشام بطلب من أهلها، فكان مرجعًا للطائفة الشيعية، واستقر نهائيا فيها من سنة 1963م تقريبًا، إلى أن وافاه الأجل. وقام مقامه نجله السيد علي حسين مكي.

### إنجازاته
أنشأ مسجدًا في حي الأمين الذي يقيم فيه، وهو أول مسجد أقيم للطائفة الشيعية في دمشق في العصر الحديث، واهتم بإعادة تعمير مشهد الحسين بن علي في حلب حتى أكمله، وساهم في بناء المساجد ودور العبادة والمدارس في المناطق السورية، هذا مضافًا إلى الرعاية والعناية بالمؤسّسات الدينية والثقافية الموجودة.

## مؤلفاته
وله عدّة كتب مطبوعة:
- حاشية الدرّ الثمين : وكتاب الدر الثمين هو رسالة عملية للسيد محسن الأمين، أضاف إليها التعليقات والحواشي لتطابق فتاوى المرجع محسن الحكيم.
- مصباح الداعي - جزآن : في الأدعية والزيارات. الطبعة الأولى سنة 1955، وأعيدت طباعته بعد ذلك أكثر من مرة.
- العصمة، قول علي  دليل شرعي.: كتاب بالقطع الصغير، فرغ المؤلف من تسويده سنة 1378هـ، يبحث فيه عن تعريف العصمة والدليل عليها، بالإضافة إلى الإستدلال على أن أقوال الإمام علي دليل شرعي قائم بذاته، طبعت الطبعة الثانية سنة 1414هـ
- مختصر منهاج الصالحين: على شكل سؤال وجواب، اختصر فيه رسالة السيد محسن الحكيم إجابة لرغبة أستاذه الحكيم.
- منهاج الصالحين: رسالة السيد محسن الحكيم، عرضها بطريقة السؤال والجواب، إجابة لرغبة أستاذه الحكيم.
- المتعة في الإسلام: بحث فقهي استدلالي - بالقطع الصغير، صدرت الطبعة الأولى سنة 1960هـ، والثانية سنة 1974
- عقيدة الشيعة في الإمام الصادق:[3] صدرت الطبعة الأولى سنة 1963، وتعرض فيه لعدة مسائل منها: البداء، وجوب عصمة الإمام، تفسير قضية الإلهام.
- رسالة في الجمع بين الصلاتين: بالقطع الصغير، فرغ المؤلف من تسويدها سنة 1387هـ -طبع الطبعة الثانية سنة 1414هـ
- تاريخ مشهد الإمام الحسين في حلب: طبع سنة 1968م، أصدره بعد إعادة بناء المشهد.
- حاشية على العروة الوثقى: مطابقة لفتاواه. طبع سنة 1971م.
- مختصر منهاج الناسكين : إجابة لرغبة أستاذه في اختصار منهاج الناسكين، طبع 1972م.
- قواعد استنباط الأحكام: في الأصول اللفظية، وخاتمة في الملازمات العقلية - طبع الطبعة الأولى سنة 1391 هـ الموافق 1972م
- سبيل الرشاد: في شرح الإجارة والمضاربة والشركة من كتاب العروة الوثقى. طبع سنة 1394هـ
- منهاج الصالحين: رسالة عملية تقع في جزئين (معاملات وعبادات) - وخرجا من المطبعة في سنة 1967.
- مناسك الحج: وخرج من المطبعة في السنة التي توفي فيها.

### الكتب المخطوطة
هي عدة كتب في الأصول، والفقه في مختلف الأبواب من العبادات والمعاملات، وكذلك في الفلسفة.

خرج منها: 
- الإسلام والتناسخ: تقديم وتحقيق نجله الدكتور محمد كاظم مكي، طبع سنة 1991م
- سبيل الرشاد: في شرح الزكاة والخمس من كتاب العروة الوثقى (معد للطبع يصدر قريبا)

## وفاته ومدفنه
توفي يوم الاثنين 11 ذي الحجة 1397هـ، الموافق 21 تشرين الأول 1977، وشيّع جثمانه في اليوم التالي من مسجد الإمام علي بن أبي طالب الواقع قرب منزله، إلى مقام السيدة زينب ودفن في غرفة على يمين الداخل إلى الصحن من جهة الغرب، فكان هو والسيد محسن الأمين في غرفة واحدة.